# Armand de Ricqlès
Armand de Ricqlès (Brussel, 23 december 1938) is een Belgisch-Frans paleontoloog die het bekendst is door zijn werk over beenderhistologie in verband met de groei en stofwisseling bij dinosauriërs.

## Biografie
De Ricqlès behaalde in 1960 zijn eerste universitaire diploma in de natuurwetenschappen (Universiteit van Parijs) en in 1963 zijn doctoraat. Als promotor bij zijn dissertatie over histologie trad Marcel Prenant op. Hij behaalde ook een hoger "Doctorat d'état", een diploma dat nu niet meer bestaat. De daaraan verbonden thesis werd in de vorm van meerdere verhandelingen gepubliceerd in de Annales de Paléontologie.

## Loopbaan
De Ricqlès werkte van 1961 tot 1995 aan de Universiteit van Parijs en bekleedde vanaf 1996 de leerstoel historische en evolutiebiologie aan het Collège de France. Toen hij in 2010 met emeritaat ging, had hij 104 wetenschappelijke en 120 populair-wetenschappelijke verhandelingen gepubliceerd.
Hij richtte zich aanvankelijk op de functionele betekenis van de verschillen in skeletbouw tussen recente soorten en trok uit de verworven kennis conclusies voor de paleobiologie. De Ricqlès werkte samen met verschillende andere histologen en paleontologen, onder wie Timothy George Bromage, John Robert Horner en Kevin Padian. Hij bestudeerde de groei, fysiologie, habitat (van aquatisch tot terrestrisch) en andere paleobiologische aspecten van diverse gewervelden. Hij schreef ook enkele verhandelingen over de evolutie van de beenderhistologie als wetenschap. Hij werd het bekendst door onderzoek naar de botopbouw bij basale dinosauriërs, waaruit bleek dat ze snel groeiden, hetgeen erop zou kunnen wijzen dat ze warmbloedig waren.